# Lekkoatletyka na Letnich Igrzyskach Paraolimpijskich 2004 – pchnięcie kulą kl. F13 mężczyzn
W pchnięciu kulą kl. F13 (zawodnicy niedowidzący) mężczyzn podczas Letnich Igrzysk Paraolimpijskich 2004 rywalizowało ze sobą 11 zawodników.

## Wyniki

### Finał
| Poz. | Zawodnik                | Narodowość | Rezultat | Uwagi |
| ---- | ----------------------- | ---------- | -------- | ----- |
| 1    | Sun Haitao              | Chiny      | 16.62    | WR    |
| 2    | Alexander Yasinovyy     | Ukraina    | 15.87    |       |
| 3    | Russell Short           | Australia  | 15.54    |       |
| 4    | Yury Buchkou            | Białoruś   | 15.01    |       |
| 5    | Rolandas Urbonas        | Litwa      | 14.96    |       |
| 6    | Inigo Garcia            | Hiszpania  | 14.96    |       |
| 7    | Siarhei Hrybanan        | Białoruś   | 14.14    |       |
| 8    | Władimir Andriuszczenko | Rosja      | 14.00    |       |
| 9    | Hakim Yahiaoui          | Algieria   | 12.60    |       |
| 10   | Albert van der Mee      | Holandia   | 12.58    |       |
|      | Vasyl Lishchynskyy      | Ukraina    | DNF      |       |